# 長杆手躄魚
長杆手躄魚是輻鰭魚綱鮟鱇目躄魚亞目躄魚科的其中一種，為熱帶海水魚，分布於印度太平洋區，從紅海、菲律賓、印尼、馬紹爾群島、吉伯特群島、豪勳爵島等海域，棲息深度0-130公尺，背鰭硬棘3枚、背鰭軟條11-12枚、臀鰭軟條7-8枚，體長可達5.8公分，棲息在臨海礁石區，生活習性不明。

## 扩展阅读
維基物種上的相關：長杆手躄魚